# Groupe des fournisseurs nucléaires
Pour les articles homonymes, voir GFN.

En vert, les 45 États membres du Groupe des fournisseurs nucléaires

Le Groupe des fournisseurs nucléaires (GFN), également connu sous son appellation anglaise « Nuclear Suppliers Group » (NSG), est un Régime multilatéral de contrôle des exportations. Il s'agit donc d'une réunion informelle d'États qui définissent une politique commune de contrôle des exportations de biens et technologies nucléaires afin de prévenir et d'empêcher leur prolifération incontrôlée.
Étant donné la nature informelle du Groupe, les politiques ainsi établies ne sont pas juridiquement contraignantes mais uniquement politiquement contraignantes.

## Historique
En 1974, à la suite de l'essai nucléaire Bouddha Souriant effectué par l'Inde, les principaux pays exportateurs et producteurs de technologies nucléaires, à l'initiative des États-Unis et du Royaume-Uni, ont formé le Groupe des fournisseurs nucléaires (en anglais « Nuclear Suppliers Group ») afin d'harmoniser leurs politiques d'exportations en la matière afin de prévenir la prolifération nucléaire. Dans un premier temps, le Groupe des fournisseurs nucléaire a été appelé « Club de Londres ».
Le GFN a été créé trois ans après le Comité Zangger afin de le compléter et de pallier ses manquements. Ainsi, les prérogatives du GFN ne sont pas limitées aux dispositions du TNP : les contrôles mis en place par le Groupe peuvent dès lors couvrir un spectre plus large de biens et technologies et évoluer parallèlement au progrès technologique. D'autre part, les contrôles institués par le GFN concernent les exportations vers tous les pays, même ceux qui ne sont pas membres du TNP.
Le GFN a connu une période de relatif déclin entre 1978 et 1990. En 1992, les révélations concernant le programme nucléaire de l'Irak (qui avait été élaboré, entre autres, grâce à des biens et technologies à double usage jusqu'alors estimés peu susceptibles d'être détournés à des fins militaires) ont été l'occasion de revitaliser le GFN et d'en renforcer les dispositions (notamment afin de mieux contrôler les biens et technologies à double usage).

## Adhésion
L'adhésion au Groupe dépend de trois conditions principales : l'adhésion au Traité de non-prolifération ; l'adhésion aux lignes directrices du GFN et une action respectant ces lignes ; et l'élaboration d'un système national de contrôle des exportations en conformité avec les lignes directrices du GFN.
À la date du 1er août 2008, le GFN comprend 45 membres : l’Afrique du Sud, l’Allemagne, l’Argentine, l’Australie, l’Autriche, le Belarus, la Belgique, le Brésil, la Bulgarie, le Canada, la Chine, Chypre, la Corée du Sud, la Croatie, le Danemark, l’Espagne, l’Estonie, les États-Unis, la Finlande, la France, la Grèce, la Hongrie, l’Irlande, l’Italie, le Japon, le Kazakhstan, la Lettonie, la Lituanie, le Luxembourg, Malte, la Nouvelle-Zélande, la Norvège, les Pays-Bas, la Pologne, le Portugal, la Slovaquie, la République tchèque, la Roumanie, le Royaume-Uni, la Russie, la Suède, la Suisse, la Turquie et l’Ukraine.
Le 6 septembre 2008, le GFN a signé un accord de coopération avec l'Inde. 
La Commission européenne participe aux réunions du GFN en tant qu'observatrice.